# 日弁
日弁（にちべん、1239年（延応元年）- 1311年7月12日（応長元年6月26日））は、鎌倉時代の法華宗（日蓮宗）の僧。日辨（旧字体）とも。越後房。越後阿闍梨。中老僧の一人。

## 略歴
1239年（延応元年）駿河国富士郡に生まれる。1251年（建長3年）天台宗の滝泉寺にて出家。名を宥弁と称す。1275年（文永12年）身延山に日蓮を訪ね、「真言亡国とはいかなる義なりや。」と詰問。ものの見事に論破される。弟子となることを許され、日弁の名を賜る。1277年（建治3年）小早川内記の外護により、鷲山寺を開山。1308年（延慶元年）山城国へ赴き布教した。青柳山本門寺（現・宥清寺）を開山。1310年（延慶3年）陸奥国へ布教の旅に出る。陸奥国伊具郡（現・宮城県角田市）で折伏を終え鷲山寺への帰途、暴徒に襲撃され凶刃に倒れる。享年73歳。遺体は弟子の手で鷲山寺を目指したが、常陸国赤浜（現・茨城県高萩市）で荼毘に付し、供の者たちは残灰で像を造り、像のみ鷲山寺に帰山した。角田市に殉難碑。高萩市に墓所。赤浜願成寺52世日有代に願成寺壇信徒と寶塔寺、成願寺等の有縁者による墓域整備がされている。